# Sander Fischer
Sander Fischer, né le 3 septembre 1988 à Rhoon, est un footballeur néerlandais. Il évolue au poste de défenseur central.